# Dennis Abdelkarim Honing
Dennis Rob Maarte "Abdelkarim" Honing (Haarlem, 5 mei 1990) is een Nederlandse moslim en opiniemaker over de islam en moslims in Nederland. Aanvankelijk koos hij voor het salafisme. Later nam hij hiervan afstand en werd pleitbezorger voor een 'humane' islam. Honing kwam in 2022 in het nieuws als gevolg van antisemitische uitlatingen, en poseerde hij op Twitter met een hakenkruisvlag, waarin hij uithaalde naar het CIDI.

## Biografie
Honing groeide op in Haarlem-Noord. Vanwege een moeilijke thuissituatie met zijn alcoholverslaafde moeder werd hij op jonge leeftijd uit huis geplaatst. Tijdens een verblijf in een internaat pleegde hij met twee Turkse vrienden een straatroof. Hierdoor belandde hij in de jeugdgevangenis De Doggershoek in Den Helder, waar hij op zijn vijftiende in contact met de islam kwam. Hij bekeerde zich en nam zijn tweede naam Abdelkarim aan; vernoemd naar Mohammed Abdelkrim El Khattabi. Later werd hij lid van een Haagse jihadbeweging Straat Dawah. Het doel van deze groep was op straat mensen te bekeren tot de islam. Voor de camera van de Evangelische Omroep sloeg Straat Dawah onder meer aan het evangeliseren in het orthodox-protestantse bolwerk Urk. In zijn radicale periode deed Honing mee aan een actie van Sharia4Belgium voor Mohammed Bouyeri, de moordenaar van Theo van Gogh, voor de gevangenispoort van Vught. In oktober 2011 sprak hij een demonstratie tegen het boerkaverbod toe. Bij een politiek debat in de Amsterdamse moskee Badr werd hij verwijderd nadat hij een glas water op het hoofd van PowNews-verslaggever Danny Ghosen had leeggegooid. Waar de harde kern van het Nederlandse 'jihadi-salafisme' maar zelden was te bewegen tot mediaoptredens, daar sprongen de "thuisblijfjihadi's" Honing en Shabir Burhani (beter bekend als Maiwand al-Afghani) in het publicitaire gat. Honing was tussen 2010 en 2013 het gezicht van de radicale islam in Nederland en verscheen als woordvoerder ervan in Nederlandse praatprogramma's zoals Knevel & Van den Brink en Pauw & Witteman. Hij interviewde de jihadist Victor Droste voor diens vertrek naar Syrië. Honing verklaarde later dat Droste maandenlang op een bank in zijn huiskamer logeerde.
Daarna begon hij meer afstand te nemen van moslimextremisme en maakte de overstap naar het radicaal-rechtse kamp. In het in 2015 verschenen boek Ongeloofwaardig, dat hij schreef met Elsevier-journaliste Nikki Sterkenburg, vertelt hij zijn levensverhaal. Ook de koerswijziging van Honing wekte belangstelling van de media. Zo verscheen hij in tv-programma's als Oog in oog en Pauw. Zijn radicale vrienden verbraken de banden met hem. Prediker Abdul-Jabbar van de Ven zegde de vriendschap op.

## Controversiële uitlatingen
In juli 2018 begon Honing als interviewer en gast bij het YouTube-kanaal Café Weltschmerz, maar stopte met de samenwerking nadat de redactie een video van het kanaal verwijderde waarin Honing kritiek had op Joden en Israël.
In 2022 werd Honing opgepakt op verdenking van opruiing, bedreiging en winkeldiefstal bij twee supermarkten. Op 26 september schreef hij op Twitter dat Mark Rutte een landverrader zou zijn en volgens hem 'standrechtelijk geëxecuteerd' zou moeten worden. Datzelfde zei hij ook over het CIDI. Honing gaf zelf tijdens de pro-formazitting in zijn zaak aan dat hij aan alle voorwaarden voor een schorsing zou willen meewerken. Ook zei hij open te staan voor gesprekken over zijn ideologische overtuigingen, maar wel met een kanttekening: "Het moet wel met iemand zijn die daarover kan praten. Ik ben geen nationaalsocialist. Ik heb wel een mening over het jodendom en Israël, maar daar hoef ik niemand mee te bedreigen.", gaf Honing aan. Hij zei het vooral zat te zijn om continu uit de samenleving te worden getrokken. Na drie maanden in voorarrest te hebben gezeten had de rechtbank in Alkmaar besloten dat Honing voorlopig vrijkwam. Voorwaarde voor de vrijlating is wel dat hij voorlopig geen uitlatingen meer doet op Twitter, meewerkt aan het zoeken naar zinvolle dagbesteding en middelencontrole en een behandeling gaat volgen. In mei 2023 werd Honing veroordeeld tot een celstraf van 270 dagen, waarvan 167 dagen voorwaardelijk.

## Publicaties
- Ongeloofwaardig (samen met Nikki Sterkenburg), Uitgeverij Q, 2015.